# Sonic Dash
Sonic Dash este un joc video creat de compania japoneză Sega și de studiourile Hardlight. A apărut pentru prima dată la 7 martie 2013 pe iOS, după care a apărut pe Android la 26 noiembrie 2013. Este disponibil și pe Windows Phone. Se poate descărca gratuit pe Google Play, iTunes etc. Jocul a depășit, în 2016, peste 100 de milioane de descărcări pe Google Play. Jocul are la bază personajul Sonic din seriile de jocuri Sonic The Hedgehog. Jocul este unul de gen arcade. Constă în ferirea obstacolelor, colectarea inelelor galbene și doborârea dușmanilor.

## Legături externe
- Site web oficial Arhivat în 30 noiembrie 2016, la Wayback Machine.